# بيك (تشاراويماق)
بيك (بالفارسية: پیک) هي منطقة سكنية تقع في قسم تشاراويماق المركزي في إيران. يقدر عدد سكانها بـ 218 نسمة .